# بضع الغضروف الدرقي

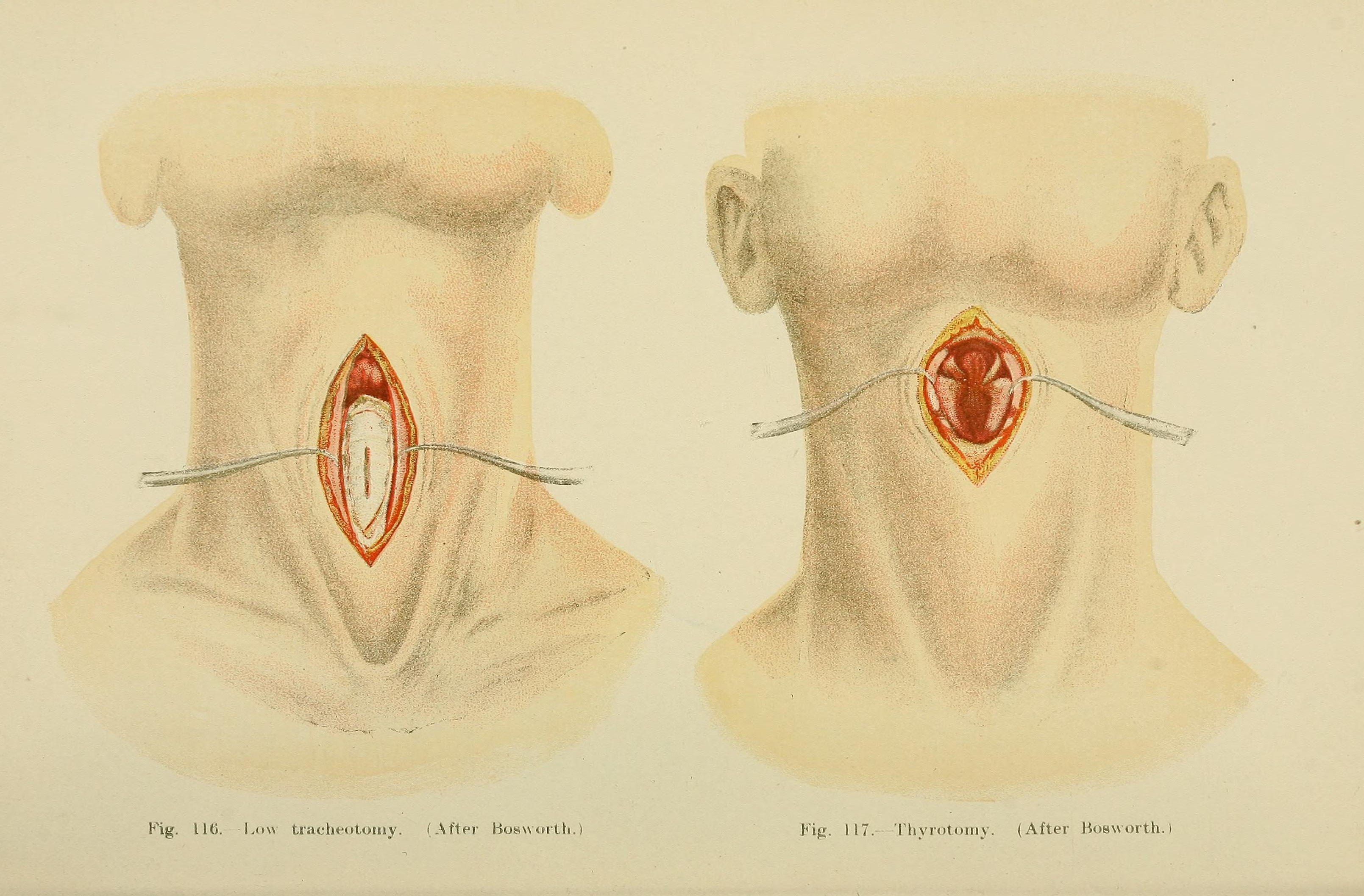
بضع الغضروف الدرقي

بضع الغضروف الدرقي (بالإنجليزية: Thyrotomy أو Thyroidotomy أو Median Laryngotomy أو Laryngofissure أو Thyrofissure)‏ هو شق أو بضع أو خزعة في الحنجرة عبر الغضروف الدرقي.